# Polystichum haleakalense
Polystichum haleakalense är en träjonväxtart som beskrevs av Brackenr. Polystichum haleakalense ingår i släktet Polystichum och familjen Dryopteridaceae. Inga underarter finns listade.

## Bildgalleri

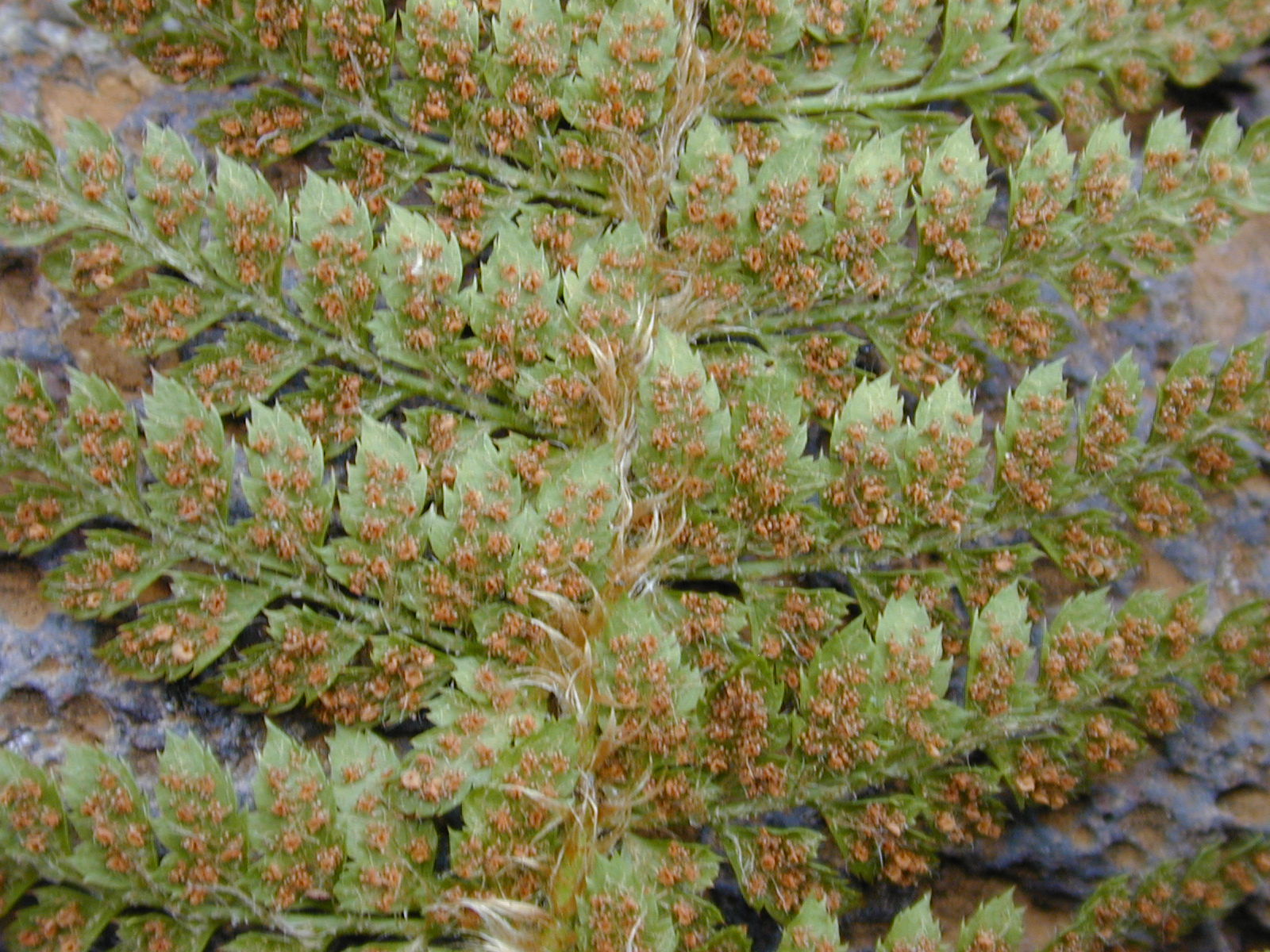
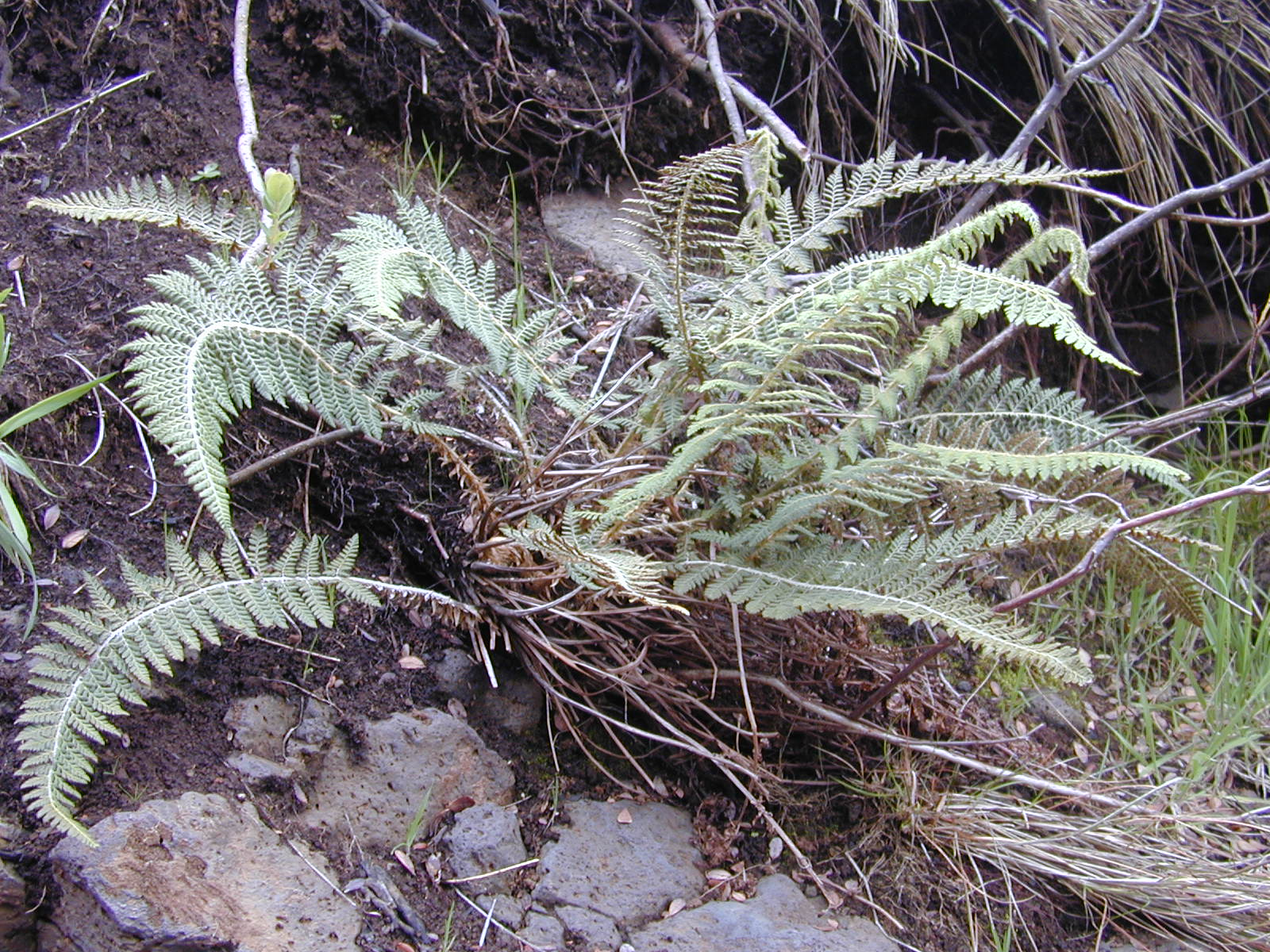
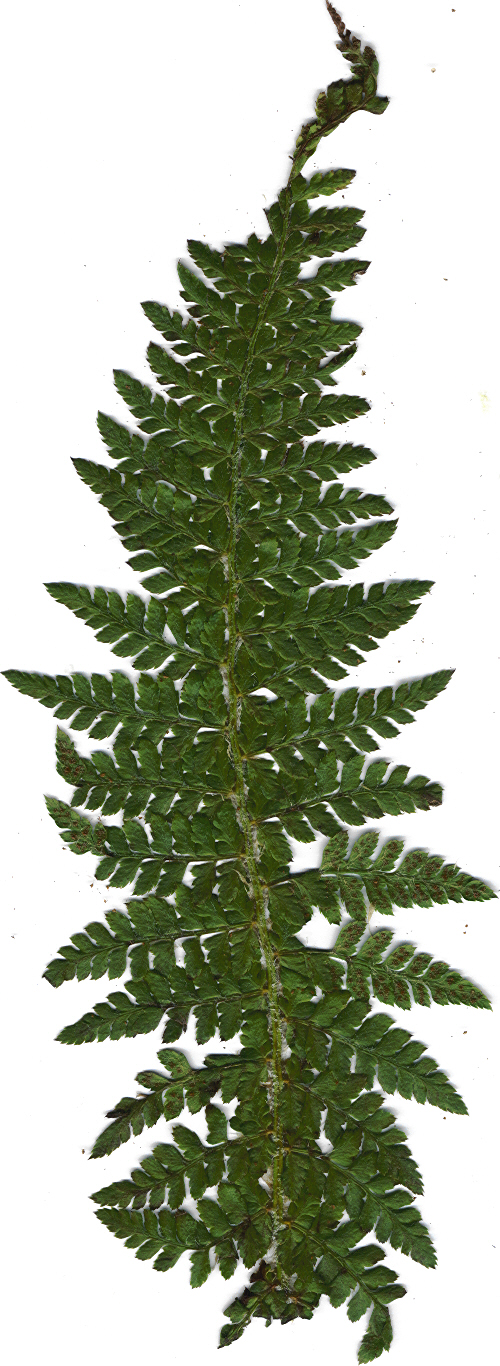
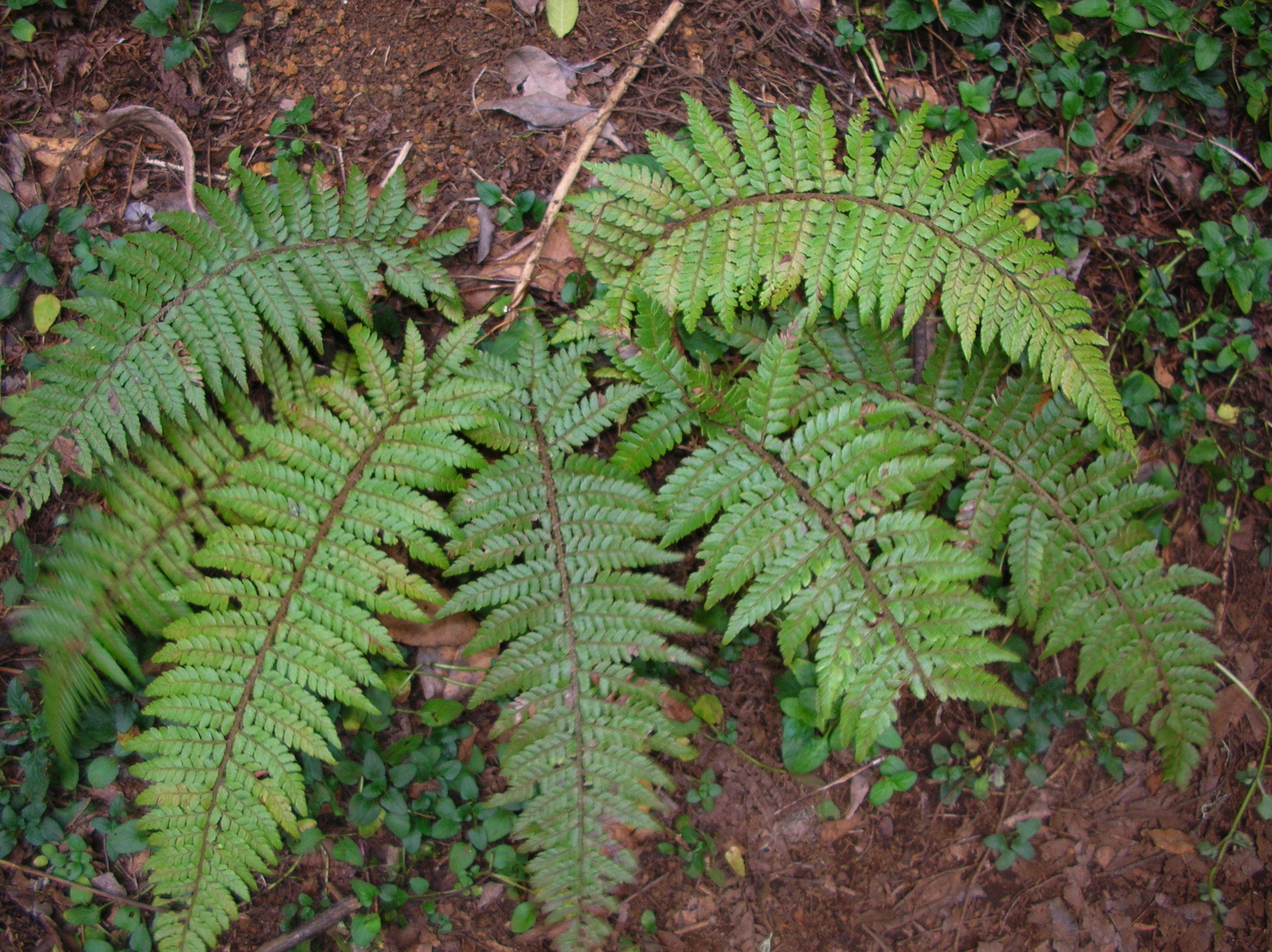
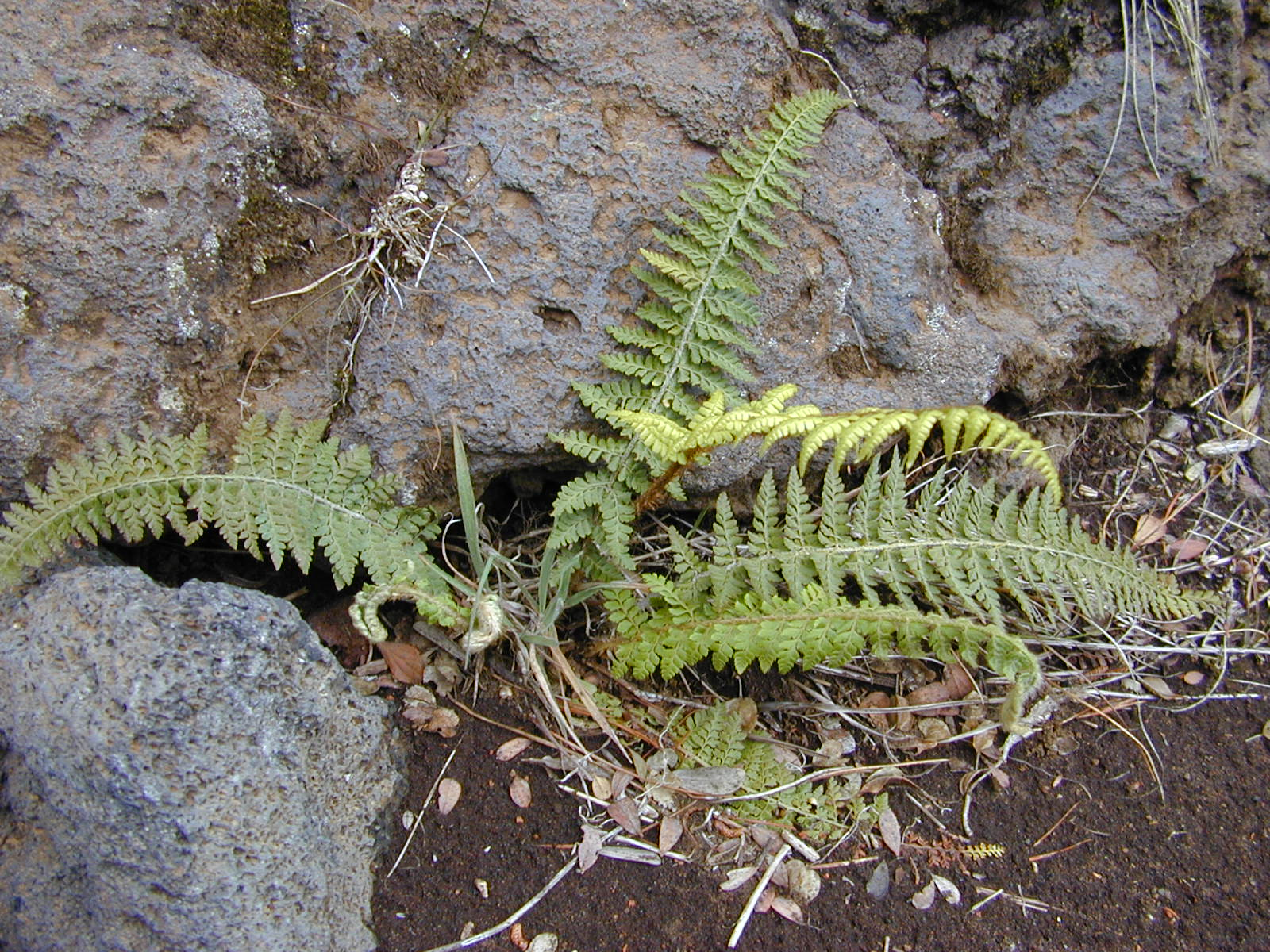
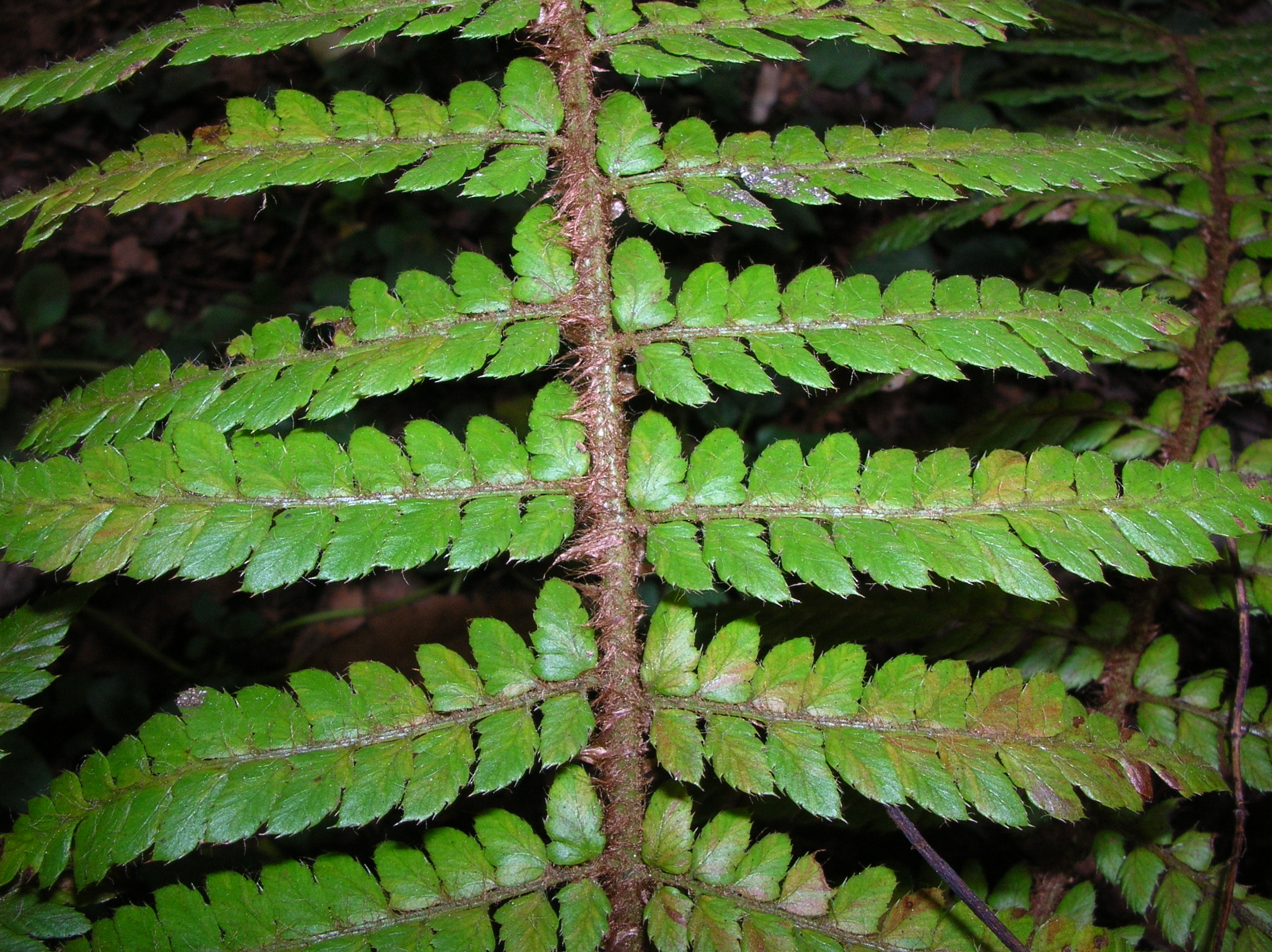